# Temporada 1968-69 de los Chicago Bulls
La temporada 1968-69 fue la tercera de los Chicago Bulls en la NBA. La temporada regular acabaron con 33 victorias y 49 derrotas, ocupando la quinta posición de la División Oeste, no lográndose clasificar para los playoffs.

## Elecciones en elDraft
| Ronda | Puesto | Jugador        | Posición     | Nacionalidad   | Universidad  |
| ----- | ------ | -------------- | ------------ | -------------- | ------------ |
| 1     | 4      | Tom Boerwinkle | Pívot        | Estados Unidos | Tennessee    |
| 2     | 17     | Loy Petersen   | Escolta      | Estados Unidos | Oregon State |
| 3     | 31     | Dave Newmark   | Pívot        | Estados Unidos | Columbia     |
| 4     | 39     | Mike Lynn      | Alero        | Estados Unidos | UCLA         |
| 13    | 163    | Herm Gilliam   | Base/Escolta | Estados Unidos | Purdue       |

## Temporada regular
| División Oeste           | División Oeste | División Oeste | División Oeste | División Oeste | División Oeste | División Oeste | División Oeste | División Oeste |
| Equipo                   | G              | P              | %              | PD             | Casa           | Fuera          | Neutral        | Div            |
| ------------------------ | -------------- | -------------- | -------------- | -------------- | -------------- | -------------- | -------------- | -------------- |
| x-Los Angeles Lakers     | 55             | 27             | .671           | –              | 32–9           | 21–18          | 2–0            | 30–10          |
| x-Atlanta Hawks          | 48             | 34             | .585           | 7              | 28–12          | 18–21          | 2–1            | 26–14          |
| x-San Francisco Warriors | 41             | 41             | .500           | 14             | 22–19          | 18–21          | 1–1            | 20–20          |
| x-San Diego Rockets      | 37             | 45             | .451           | 18             | 25–16          | 8–25           | 4–4            | 20–20          |
| Chicago Bulls            | 33             | 49             | .402           | 22             | 19–21          | 12–25          | 2–3            | 19–21          |
| Seattle SuperSonics      | 30             | 52             | .366           | 25             | 18–18          | 6–29           | 6–5            | 15–23          |
| Phoenix Suns             | 16             | 66             | .195           | 39             | 11–26          | 4–28           | 1–12           | 8–30           |

## Estadísticas
| Rk | Jugador        | Edad | P  | PT | MP   | TC  | TCI  | %TC  | TL  | TLI | %TL  | RB   | AS  | FP  | PTS  |
| -- | -------------- | ---- | -- | -- | ---- | --- | ---- | ---- | --- | --- | ---- | ---- | --- | --- | ---- |
| 1  | Jerry Sloan    | 26   | 78 |    | 37.7 | 6.3 | 15.0 | .417 | 4.3 | 5.7 | .745 | 7.9  | 3.5 | 4.0 | 16.8 |
| 2  | Bob Boozer     | 31   | 79 |    | 36.4 | 8.4 | 17.4 | .481 | 5.0 | 6.2 | .806 | 7.8  | 2.0 | 2.8 | 21.7 |
| 3  | Clem Haskins   | 25   | 79 |    | 36.4 | 6.8 | 16.1 | .421 | 3.6 | 4.6 | .781 | 4.5  | 3.9 | 2.9 | 17.2 |
| 4  | Jim Washington | 25   | 80 |    | 33.8 | 5.5 | 12.8 | .430 | 3.0 | 4.5 | .677 | 10.6 | 1.3 | 2.8 | 14.0 |
| 5  | Flynn Robinson | 27   | 18 |    | 30.6 | 6.9 | 16.3 | .423 | 5.3 | 6.3 | .833 | 3.8  | 3.2 | 2.9 | 19.1 |
| 6  | Tom Boerwinkle | 23   | 80 |    | 29.6 | 4.0 | 10.4 | .383 | 1.8 | 2.8 | .653 | 11.1 | 2.2 | 4.0 | 9.8  |
| 7  | Bob Weiss      | 26   | 62 |    | 19.9 | 2.5 | 6.2  | .397 | 1.6 | 2.0 | .802 | 2.2  | 2.8 | 2.4 | 6.6  |
| 8  | Barry Clemens  | 25   | 75 |    | 19.3 | 3.1 | 8.4  | .374 | 1.1 | 1.7 | .656 | 4.2  | 1.7 | 2.2 | 7.4  |
| 9  | Erwin Mueller  | 24   | 52 |    | 16.8 | 1.4 | 4.3  | .335 | 0.9 | 1.7 | .511 | 3.7  | 2.4 | 1.9 | 3.8  |
| 10 | Dave Newmark   | 22   | 81 |    | 14.3 | 2.3 | 5.9  | .389 | 1.1 | 1.7 | .619 | 4.3  | 0.7 | 2.5 | 5.6  |
| 11 | Jim Barnes     | 27   | 10 |    | 11.1 | 2.3 | 5.9  | .390 | 1.0 | 1.9 | .526 | 3.0  | 0.1 | 1.5 | 5.6  |
| 12 | Bob Love       | 26   | 35 |    | 9.0  | 2.0 | 4.7  | .416 | 1.2 | 1.7 | .724 | 2.5  | 0.4 | 1.1 | 5.1  |
| 13 | Loy Petersen   | 23   | 38 |    | 7.9  | 1.2 | 2.9  | .404 | 0.5 | 0.7 | .704 | 1.1  | 0.7 | 1.0 | 2.8  |
| 14 | Ken Wilburn    | 24   | 4  |    | 3.5  | 0.8 | 2.0  | .375 | 0.3 | 1.0 | .250 | 0.8  | 0.3 | 0.3 | 1.8  |

## Galardones y récords
| Jugador     | Galardón                                    |
| Jerry Sloan | Mejor quinteto defensivo de la NBA All-Star |